# 2007년 대한민국
이 문서는 2007년 대한민국에서 일어난 사건을 다룬다.

## 재임자
제6공화국 (참여 정부)
- 대통령 : 노무현
- 국무총리 : 한명숙 (~3월 7일), 한덕수 (4월 3일~)
  - 국무총리 대행 : 권오규 (3월 7일~4월 2일)